# أندوني لوبيز
أندوني لوبيز (بالإسبانية: Andoni López Saratxo) (5 أبريل 1996 في إسبانيا - ) هو لاعب كرة قدم إسباني في مركز الظهير. لعب مع أتلتيك بيلباو.

## وصلات خارجية
- أندوني لوبيز على موقع قاعدة بيانات كرة القدم.إي يو (الإنجليزية)
- أندوني لوبيز على موقع Soccerway.com (الإنجليزية)
- أندوني لوبيز على موقع عالم كرة القدم.نت (الإنجليزية)